# 拉什福德
拉什福德（英語：Rushford）是位于美国纽约州阿利根尼县的一个镇，地处阿利根尼县西北部、奥利安东北。2010年美国人口普查时，该镇有1150人。 1816年，拉什福德镇从卡纳迪亚镇中分出，独立建镇。